# Tigre de la mar Càspia

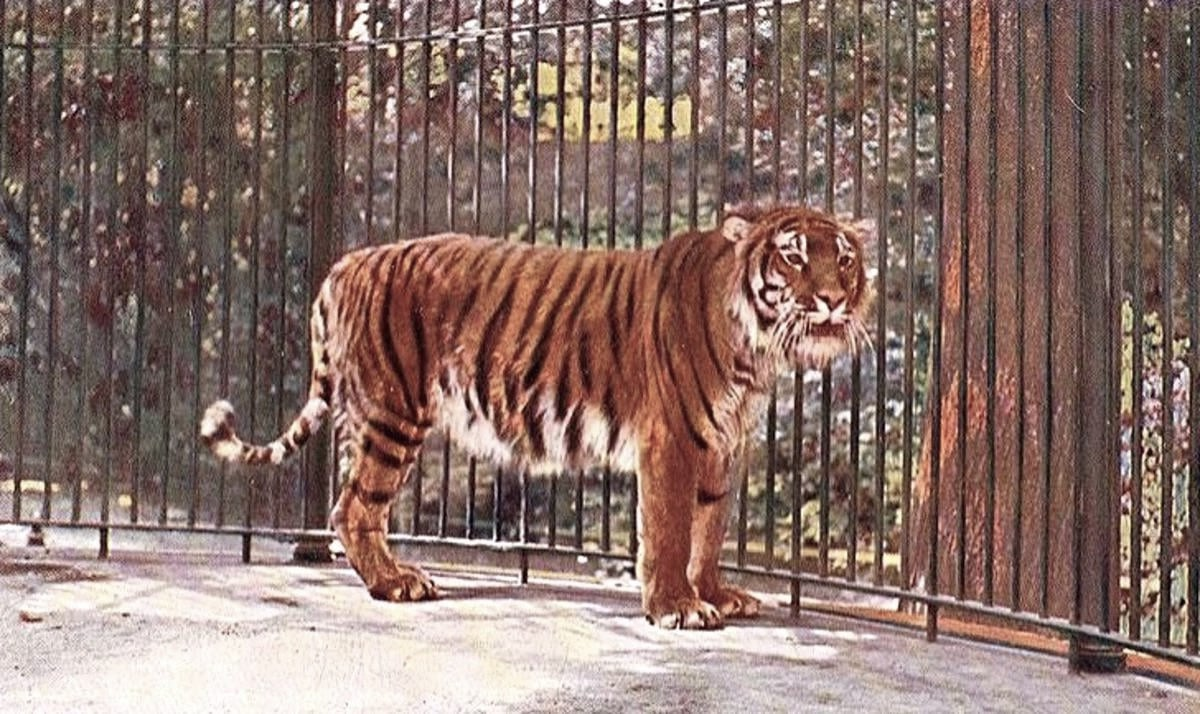
Tigre de la mar Càspia en captivitat. Zoo de Berlín, 1899

El tigre de la mar Càspia (Panthera tigris sbsp. virgata) era una població de tigres que vivia a l'Iran, el Caucas (Armènia), l'Iraq, l'Afganistan, Turquia, Mongòlia, el Kazakhstan, el Kirguizstan, el Tadjikistan, el Turkmenistan i l'Uzbekistan, fins que aparentment s'extingí a finals de la dècada del 1950, tot i que hi ha hagut suposades observacions del tigre més recentment. Antigament es creia que era una subespècie distinta, però el 2009 proves en DNA mitocondrial i nuclear (SNP) revelaren que aquesta població es trobava genèticament emparentada amb el tigre siberià (P. t. altaica).
En aquest estudi del 2008, es varen determinar les seqüències del mtDNA i s'hi observà només una diferència, cosa que feu pensar a Driscoll i col·laboradors en un possible aïllament produït al segle xix o xx degut a l'expansió de l'activitat humana que hauria originat l'aïllament geogràfic entre les poblacions de P. t. virgata i P. t. althaica, però no suficient per suposar una important diferenciació genètica que hauria de suposar que el tigre de la mar Càspia formaria part de la mateixa subespècie que el tigre siberià.